# Sebastian Grubak Salomonsen
Sebastian Grubak Salomonsen (født 19. juli 1995) er en fodboldspiller, der spiller for den danske 1. divisionsklub Brønshøj. 

## Karriere

### Lyngby
Sebastian Grubak Salomonsen var en del af Lyngbys ungdomsarbejde.

### Brønshøj Boldklub
I sommeren 2014 skiftede Sebastian Grubak Salomonsen til Brønshøj, hvor han debuterede i holdet første kamp i 1.divionssæsonen 2014-15, da han i pausen i en kamp mod Vejle Boldklub, blev skiftet ind i stedet for Mads Gabel. 